# Coppa del Mondo di sci alpino 2002
La Coppa del Mondo di sci alpino 2002 fu la trentaseiesima edizione della manifestazione organizzata dalla Federazione Internazionale Sci; ebbe inizio il 27 ottobre 2001 a Sölden, in Austria, e si concluse il 10 marzo 2002 ad Altenmarkt Zauchensee, ancora in Austria. Nel corso della stagione si tennero i XIX Giochi olimpici invernali di Salt Lake City 2002, non validi ai fini della Coppa del Mondo il cui calendario contemplò dunque un'interruzione nel mese di febbraio.
In campo maschile furono disputate 35 gare (10 discese libere, 6 supergiganti, 8 slalom giganti, 9 slalom speciali, 2 combinate), in 16 diverse località. L'austriaco Stephan Eberharter si aggiudicò sia la Coppa del Mondo generale, sia quelle di discesa libera e di supergigante; il francese Frédéric Covili vinse la Coppa di slalom gigante e il croato Ivica Kostelić quella di slalom speciale. L'austriaco Hermann Maier era il detentore uscente della Coppa generale.
In campo femminile furono disputate 34 delle 35 gare previste (9 discese libere, 5 supergiganti, 9 slalom giganti, 9 slalom speciali, 2 combinate), in 14 diverse località. L'austriaca Michaela Dorfmeister si aggiudicò la Coppa del Mondo generale; l'italiana Isolde Kostner vinse la Coppa di discesa libera, la tedesca Hilde Gerg quella di supergigante, la svizzera Sonja Nef quella di slalom gigante e la francese Laure Pequegnot quella di slalom speciale. La croata Janica Kostelić era la detentrice uscente della Coppa generale.

## Uomini

### Risultati
| Data             | Località               | Nazione     | Pista                          | Spec. | Primo                | Secondo              | Terzo                          |
| ---------------- | ---------------------- | ----------- | ------------------------------ | ----- | -------------------- | -------------------- | ------------------------------ |
| 28 ottobre 2001  | Sölden                 | Austria     | Rettenbach                     | GS    | Frédéric Covili      | Stephan Eberharter   | Michael von Grünigen           |
| 25 novembre 2001 | Aspen                  | Stati Uniti | Lower Ruthie's                 | SL    | Ivica Kostelić       | Giorgio Rocca        | Mario Matt                     |
| 26 novembre 2001 | Aspen                  | Stati Uniti | Lower Ruthie's                 | SL    | Mario Matt           | Bode Miller          | Jean-Pierre Vidal              |
| 7 dicembre 2001  | Val-d'Isère            | Francia     | Oreiller-Killy                 | SG    | Stephan Eberharter   | Didier Cuche         | Silvano Beltrametti            |
| 8 dicembre 2001  | Val-d'Isère            | Francia     | Oreiller-Killy                 | DH    | Stephan Eberharter   | Kurt Sulzenbacher    | Michael Walchhofer             |
| 9 dicembre 2001  | Val-d'Isère            | Francia     | Oreiller-Killy                 | GS    | Bode Miller          | Frédéric Covili      | Stephan Eberharter             |
| 10 dicembre 2001 | Madonna di Campiglio   | Italia      | 3-Tre                          | SL    | Bode Miller          | Giorgio Rocca        | Tom Stiansen                   |
| 14 dicembre 2001 | Val Gardena            | Italia      | Saslong                        | DH    | Kristian Ghedina     | Lasse Kjus           | Kurt Sulzenbacher              |
| 15 dicembre 2001 | Val Gardena            | Italia      | Saslong                        | DH    | Stephan Eberharter   | Michael Walchhofer   | Kjetil André Aamodt            |
| 16 dicembre 2001 | Alta Badia             | Italia      | Gran Risa                      | GS    | Frédéric Covili      | Michael von Grünigen | Sami Uotila                    |
| 20 dicembre 2001 | Kranjska Gora          | Slovenia    | Podkoren                       | GS    | Fredrik Nyberg       | Benjamin Raich       | Uroš Pavlovčič                 |
| 21 dicembre 2001 | Kranjska Gora          | Slovenia    | Podkoren                       | GS    | Benjamin Raich       | Bode Miller          | Didier Cuche                   |
| 22 dicembre 2001 | Kranjska Gora          | Slovenia    | Podkoren                       | SL    | Jean-Pierre Vidal    | Mario Matt           | Ivica Kostelić                 |
| 28 dicembre 2001 | Bormio                 | Italia      | Stelvio                        | DH    | Christian Greber     | Fritz Strobl         | Stephan Eberharter             |
| 29 dicembre 2001 | Bormio                 | Italia      | Stelvio                        | DH    | Fritz Strobl         | Josef Strobl         | Stephan Eberharter             |
| 5 gennaio 2002   | Adelboden              | Svizzera    | Chuenisbärgli                  | GS    | Didier Cuche         | Frédéric Covili      | Fredrik Nyberg                 |
| 6 gennaio 2002   | Adelboden              | Svizzera    | Chuenisbärgli                  | SL    | Bode Miller          | Ivica Kostelić       | Mitja Kunc                     |
| 12 gennaio 2002  | Wengen                 | Svizzera    | Lauberhorn                     | DH    | Stephan Eberharter   | Hannes Trinkl        | Josef Strobl                   |
| 13 gennaio 2002  | Wengen                 | Svizzera    | Männlichen/Jungfrau            | SL    | Ivica Kostelić       | Mitja Kunc           | Edoardo Zardini                |
| 13 gennaio 2002  | Wengen                 | Svizzera    | Lauberhorn Männlichen/Jungfrau | KB    | Kjetil André Aamodt  | Bode Miller          | Lasse Kjus                     |
| 18 gennaio 2002  | Kitzbühel              | Austria     | Streifalm                      | SG    | Stephan Eberharter   | Alessandro Fattori   | Didier Cuche                   |
| 19 gennaio 2002  | Kitzbühel              | Austria     | Streif                         | DH    | Stephan Eberharter   | Kjetil André Aamodt  | Hannes Trinkl                  |
| 20 gennaio 2002  | Kitzbühel              | Austria     | Ganslern                       | SL    | Rainer Schönfelder   | Kilian Albrecht      | Bode Miller                    |
| 20 gennaio 2002  | Kitzbühel              | Austria     | Streif Ganslern                | KB    | Kjetil André Aamodt  | Lasse Kjus           | Michael Walchhofer             |
| 22 gennaio 2002  | Schladming             | Austria     | Planai                         | SL    | Bode Miller          | Jean-Pierre Vidal    | Ivica Kostelić                 |
| 26 gennaio 2002  | Garmisch-Partenkirchen | Germania    | Kandahar                       | SG    | Fritz Strobl         | Didier Cuche         | Stephan Eberharter             |
| 27 gennaio 2002  | Garmisch-Partenkirchen | Germania    | Kandahar                       | SG    | Stephan Eberharter   | Didier Cuche         | Andreas Schifferer             |
| 2 febbraio 2002  | Sankt Moritz           | Svizzera    | Corviglia                      | DH    | Stephan Eberharter   | Fritz Strobl         | Michael Walchhofer             |
| 3 febbraio 2002  | Sankt Moritz           | Svizzera    | Corviglia/Suvretta             | GS    | Stephan Eberharter   | Didier Cuche         | Hans Knauß                     |
| 2 marzo 2002     | Kvitfjell              | Norvegia    | Olympiabakken                  | DH    | Hannes Trinkl        | Claude Crétier       | Franco Cavegn Kristian Ghedina |
| 3 marzo 2002     | Kvitfjell              | Norvegia    | Olympiabakken                  | SG    | Alessandro Fattori   | Didier Défago        | Stephan Eberharter             |
| 6 marzo 2002     | Altenmarkt Zauchensee  | Austria     | Weltcupstrecke                 | DH    | Stephan Eberharter   | Ambrosi Hoffmann     | Hannes Trinkl                  |
| 7 marzo 2002     | Altenmarkt Zauchensee  | Austria     | Weltcupstrecke                 | SG    | Didier Cuche         | Fritz Strobl         | Alessandro Fattori             |
| 9 marzo 2002     | Altenmarkt Zauchensee  | Austria     | Griessenkar                    | SL    | Ivica Kostelić       | Bode Miller          | Jean-Pierre Vidal              |
| 10 marzo 2002    | Altenmarkt Zauchensee  | Austria     | Griessenkar                    | GS    | Michael von Grünigen | Benjamin Raich       | Stephan Eberharter             |

Legenda:

DH = discesa libera

SG = supergigante

GS = slalom gigante

SL = slalom speciale

KB = combinata

### Classifiche

#### Generale

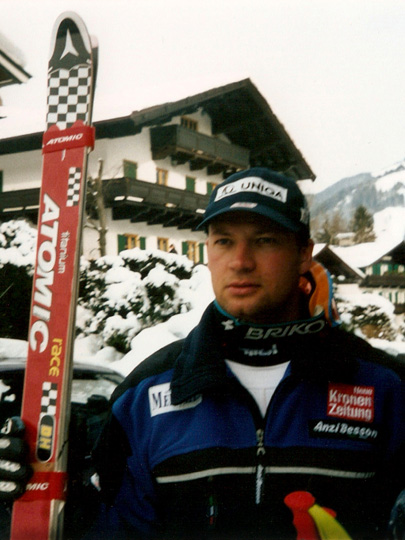
Stephan Eberharter nel 2000

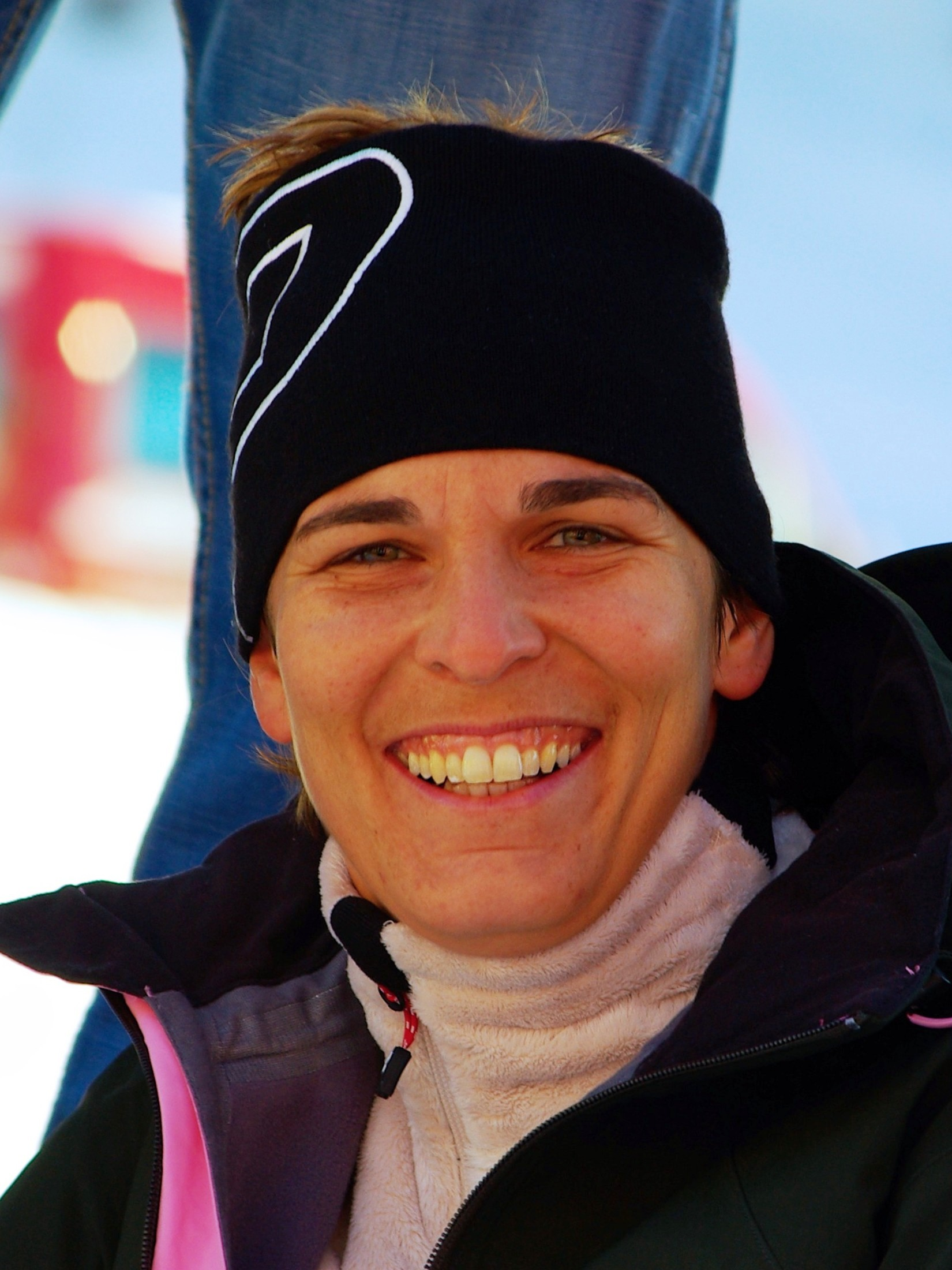
Michaela Dorfmeister a Lackenhof nel 2008

| Pos. | Nome                | Nazione     | Punti |
| ---- | ------------------- | ----------- | ----- |
| 1    | Stephan Eberharter  | Austria     | 1702  |
| 2    | Kjetil André Aamodt | Norvegia    | 1096  |
| 3    | Didier Cuche        | Svizzera    | 1064  |
| 4    | Bode Miller         | Stati Uniti | 952   |
| 5    | Fritz Strobl        | Austria     | 846   |
| 6    | Lasse Kjus          | Norvegia    | 680   |
| 7    | Ivica Kostelić      | Croazia     | 677   |
| 8    | Fredrik Nyberg      | Svezia      | 584   |
| 9    | Benjamin Raich      | Austria     | 526   |
| 10   | Kristian Ghedina    | Italia      | 505   |

#### Discesa libera
| Pos. | Nome               | Nazione  | Punti |
| ---- | ------------------ | -------- | ----- |
| 1    | Stephan Eberharter | Austria  | 810   |
| 2    | Fritz Strobl       | Austria  | 520   |
| 3    | Kristian Ghedina   | Italia   | 381   |
| 4    | Franco Cavegn      | Svizzera | 366   |
| 5    | Hannes Trinkl      | Austria  | 350   |

#### Supergigante
| Pos. | Nome               | Nazione  | Punti |
| ---- | ------------------ | -------- | ----- |
| 1    | Stephan Eberharter | Austria  | 470   |
| 2    | Didier Cuche       | Svizzera | 426   |
| 3    | Fritz Strobl       | Austria  | 326   |
| 4    | Alessandro Fattori | Italia   | 294   |
| 5    | Andreas Schifferer | Austria  | 214   |

#### Slalom gigante
| Pos. | Nome               | Nazione  | Punti |
| ---- | ------------------ | -------- | ----- |
| 1    | Frédéric Covili    | Francia  | 471   |
| 2    | Benjamin Raich     | Austria  | 429   |
| 3    | Stephan Eberharter | Austria  | 422   |
| 4    | Didier Cuche       | Svizzera | 420   |
| 5    | Fredrik Nyberg     | Svezia   | 405   |

#### Slalom speciale
| Pos. | Nome               | Nazione     | Punti |
| ---- | ------------------ | ----------- | ----- |
| 1    | Ivica Kostelić     | Croazia     | 611   |
| 2    | Bode Miller        | Stati Uniti | 560   |
| 3    | Jean-Pierre Vidal  | Francia     | 456   |
| 4    | Mitja Kunc         | Slovenia    | 322   |
| 5    | Rainer Schönfelder | Austria     | 318   |

#### Combinata
Nel 2002 fu anche stilata la classifica della combinata, sebbene non venisse assegnato alcun trofeo al vincitore.
| Pos. | Nome                | Nazione     | Punti |
| ---- | ------------------- | ----------- | ----- |
| 1    | Kjetil André Aamodt | Norvegia    | 200   |
| 2    | Lasse Kjus          | Norvegia    | 140   |
| 3    | Andrej Jerman       | Slovenia    | 82    |
| 4    | Bode Miller         | Stati Uniti | 80    |
| 5    | Michael Walchhofer  | Austria     | 60    |

## Donne

### Risultati
| Data             | Località              | Nazione     | Pista                  | Spec. | Prima                           | Seconda                          | Terza                           |
| ---------------- | --------------------- | ----------- | ---------------------- | ----- | ------------------------------- | -------------------------------- | ------------------------------- |
| 27 ottobre 2001  | Sölden                | Austria     | Rettenbach             | GS    | Michaela Dorfmeister            | Sonja Nef                        | Régine Cavagnoud                |
| 21 novembre 2001 | Copper Mountain       | Stati Uniti | Main Vein              | GS    | Andrine Flemmen                 | Allison Forsyth                  | Sonja Nef                       |
| 22 novembre 2001 | Copper Mountain       | Stati Uniti | Copperopolis           | SL    | Laure Pequegnot                 | Christine Sponring               | Carina Raich                    |
| 29 novembre 2001 | Lake Louise           | Canada      | Men’s Olympic Downhill | DH    | Isolde Kostner                  | Michaela Dorfmeister             | Corinne Rey-Bellet              |
| 30 novembre 2001 | Lake Louise           | Canada      | Men’s Olympic Downhill | DH    | Isolde Kostner                  | Sylviane Berthod                 | Michaela Dorfmeister            |
| 1º dicembre 2001 | Lake Louise           | Canada      | Men’s Olympic Downhill | SG    | Petra Haltmayr                  | Carole Montillet                 | Caroline Lalive                 |
| 9 dicembre 2001  | Sestriere             | Italia      | Kandahar Slalom        | SL    | Anja Pärson                     | Tanja Poutiainen                 | Sonja Nef                       |
| 15 dicembre 2001 | Val-d'Isère           | Francia     | Oreiller-Killy         | SG    | Hilde Gerg                      | Renate Götschl                   | Tanja Schneider                 |
| 16 dicembre 2001 | Val-d'Isère           | Francia     | Oreiller-Killy         | GS    | Sonja Nef                       | Anja Pärson                      | Michaela Dorfmeister            |
| 21 dicembre 2001 | Sankt Moritz          | Svizzera    | Engiadina              | DH    | Sylviane Berthod                | Isolde Kostner                   | Corinne Rey-Bellet              |
| 22 dicembre 2001 | Sankt Moritz          | Svizzera    | Engiadina              | SG    | Karen Putzer                    | Daniela Ceccarelli               | Kirsten Clark Stefanie Schuster |
| 28 dicembre 2001 | Lienz                 | Austria     | Dolomiten              | GS    | Lilian Kummer                   | Karen Putzer                     | Ylva Nowén                      |
| 29 dicembre 2001 | Lienz                 | Austria     | Dolomiten              | SL    | Anja Pärson                     | Monika Bergmann Kristina Koznick |                                 |
| 4 gennaio 2002   | Maribor               | Slovenia    | Pohorje                | GS    | Sonja Nef                       | Tina Maze                        | Stina Hofgård Nilsen            |
| 5 gennaio 2002   | Maribor               | Slovenia    | Radvanje               | SL    | Anja Pärson                     | Kristina Koznick                 | Laure Pequegnot                 |
| 6 gennaio 2002   | Maribor               | Slovenia    | Radvanje               | SL    | Anja Pärson                     | Laure Pequegnot                  | Sonja Nef                       |
| 11 gennaio 2002  | Saalbach-Hinterglemm  | Austria     | Zwölfer                | DH    | Hilde Gerg                      | Pernilla Wiberg                  | Isolde Kostner                  |
| 12 gennaio 2002  | Saalbach-Hinterglemm  | Austria     | Zwölfer                | DH    | Hilde Gerg                      | Renate Götschl                   | Michaela Dorfmeister            |
| 13 gennaio 2002  | Saalbach-Hinterglemm  | Austria     | Zwölfer                | SL    | Laure Pequegnot                 | Sonja Nef                        | Ylva Nowén                      |
| 13 gennaio 2002  | Saalbach-Hinterglemm  | Austria     | Zwölfer                | KB    | Renate Götschl                  | Janica Kostelić                  | Michaela Dorfmeister            |
| 19 gennaio 2002  | Berchtesgaden         | Germania    | Loipl                  | GS    | Michaela Dorfmeister            | Stina Hofgård Nilsen             | Geneviève Simard                |
| 20 gennaio 2002  | Berchtesgaden         | Germania    | Loipl                  | SL    | Kristina Koznick Marlies Oester |                                  | Janica Kostelić                 |
| 25 gennaio 2002  | Cortina d'Ampezzo     | Italia      | Olimpia delle Tofane   | SG    | Hilde Gerg                      | Renate Götschl                   | Alexandra Meissnitzer           |
| 26 gennaio 2002  | Cortina d'Ampezzo     | Italia      | Olimpia delle Tofane   | DH    | Renate Götschl                  | Isolde Kostner                   | Daniela Ceccarelli              |
| 27 gennaio 2002  | Cortina d'Ampezzo     | Italia      | Olimpia delle Tofane   | GS    | Stina Hofgård Nilsen            | Andrine Flemmen                  | Karen Putzer                    |
| 31 gennaio 2002  | Åre                   | Svezia      | Gästrappet             | GS    | Michaela Dorfmeister            | Anja Pärson                      | Sonja Nef                       |
| 2 febbraio 2002  | Åre                   | Svezia      | Olympia                | DH    | Renate Götschl                  | Selina Heregger                  | Isolde Kostner                  |
| 3 febbraio 2002  | Åre                   | Svezia      | Olympia                | SL    | Laure Pequegnot                 | Kristina Koznick                 | Ylva Nowén                      |
| 3 febbraio 2002  | Åre                   | Svezia      | Olympia                | KB    | Renate Götschl                  | Janette Hargin                   | Selina Heregger                 |
| 2 marzo 2002     | Lenzerheide           | Svizzera    | Scalottas              | DH    | Corinne Rey-Bellet              | Mélanie Suchet                   | Hilde Gerg                      |
| 3 marzo 2002     | Lenzerheide           | Svizzera    |                        | SG    | annullata                       | annullata                        | annullata                       |
| 6 marzo 2002     | Altenmarkt Zauchensee | Austria     | Weltcupstrecke         | DH    | Michaela Dorfmeister            | Caroline Lalive                  | Mélanie Suchet                  |
| 7 marzo 2002     | Altenmarkt Zauchensee | Austria     | Weltcupstrecke         | SG    | Michaela Dorfmeister            | Alexandra Meissnitzer            | Hilde Gerg                      |
| 9 marzo 2002     | Altenmarkt Zauchensee | Austria     | Griessenkar            | GS    | Sonja Nef                       | Anna Ottosson                    | Tanja Poutiainen                |
| 10 marzo 2002    | Altenmarkt Zauchensee | Austria     | Griessenkar            | SL    | Janica Kostelić                 | Anja Pärson                      | Ylva Nowén                      |

Legenda:

DH = discesa libera

SG = supergigante

GS = slalom gigante

SL = slalom speciale

KB = combinata

### Classifiche

#### Generale
| Pos. | Nome                 | Nazione     | Punti |
| ---- | -------------------- | ----------- | ----- |
| 1    | Michaela Dorfmeister | Austria     | 1271  |
| 2    | Renate Götschl       | Austria     | 931   |
| 3    | Sonja Nef            | Svizzera    | 904   |
| 4    | Hilde Gerg           | Germania    | 847   |
| 5    | Anja Pärson          | Svezia      | 840   |
| 6    | Isolde Kostner       | Italia      | 641   |
| 7    | Corinne Rey-Bellet   | Svizzera    | 618   |
| 8    | Kristina Koznick     | Stati Uniti | 612   |
| 9    | Laure Pequegnot      | Francia     | 597   |
| 10   | Ylva Nowén           | Svezia      | 551   |

#### Discesa libera
| Pos. | Nome                 | Nazione  | Punti |
| ---- | -------------------- | -------- | ----- |
| 1    | Isolde Kostner       | Italia   | 568   |
| 2    | Michaela Dorfmeister | Austria  | 469   |
| 3    | Corinne Rey-Bellet   | Svizzera | 414   |
| 4    | Hilde Gerg           | Germania | 412   |
| 5    | Renate Götschl       | Austria  | 408   |

#### Supergigante
| Pos. | Nome                  | Nazione  | Punti |
| ---- | --------------------- | -------- | ----- |
| 1    | Hilde Gerg            | Germania | 355   |
| 2    | Alexandra Meissnitzer | Austria  | 248   |
| 3    | Michaela Dorfmeister  | Austria  | 212   |
| 4    | Renate Götschl        | Austria  | 210   |
| 5    | Karen Putzer          | Italia   | 192   |

#### Slalom gigante
| Pos. | Nome                 | Nazione  | Punti |
| ---- | -------------------- | -------- | ----- |
| 1    | Sonja Nef            | Svizzera | 574   |
| 2    | Michaela Dorfmeister | Austria  | 494   |
| 3    | Anja Pärson          | Svezia   | 360   |
| 4    | Andrine Flemmen      | Norvegia | 335   |
| 5    | Stina Hofgård Nilsen | Norvegia | 330   |

#### Slalom speciale
| Pos. | Nome             | Nazione     | Punti |
| ---- | ---------------- | ----------- | ----- |
| 1    | Laure Pequegnot  | Francia     | 597   |
| 2    | Kristina Koznick | Stati Uniti | 518   |
| 3    | Anja Pärson      | Svezia      | 480   |
| 4    | Sonja Nef        | Svizzera    | 330   |
| 5    | Ylva Nowén       | Svezia      | 328   |

#### Combinata
Nel 2002 fu anche stilata la classifica della combinata, sebbene non venisse assegnato alcun trofeo alla vincitrice.
| Pos. | Nome                 | Nazione | Punti |
| ---- | -------------------- | ------- | ----- |
| 1    | Renate Götschl       | Austria | 200   |
| 2    | Michaela Dorfmeister | Austria | 96    |
| 3    | Brigitte Obermoser   | Austria | 82    |
| 4    | Janette Hargin       | Svezia  | 80    |
| 4    | Janica Kostelić      | Croazia | 80    |